# JR東日本KiHa E130系柴油動車組
JR东日本KiHa E130 系柴油动车组是由东日本旅客铁道自2007年1月起运用的一款柴油动车组。

## 历史
第一列单辆编组KiHa E130系列车于2006年12月由新潟运输系统交付，至2007年1月末为止又交付了12列。KiHa E130型13号车于2007年8月交付。2辆编组列车的交付始于2007年2月，当年8月交付了最后一列。除第8和第9编组由东急车辆制造生产外，所有2辆编组的KiHa E130系都由新潟运输系统制造。
预定运用于久留里线的首3列KiHa E130系100番台列车（101-103号编组），2012年8月自新潟运输系统交付；余下7组列车（104-110号编组）则于当年10月付运。这批列车预定从2012年12月1日起投入正式运营。

## 主要機器
柴油引擎方面，考慮到環保問題，以北海道旅客鐵道（JR北海道）KiHa 150型所搭載的N-KDMF15HZ為基礎，使用小松製作所生產的新型柴油引擎 SA6D140HE-2（JR型式 DMF15HZ，額定輸出 450PS/2,000rpm），具有 「燃油共軌噴射裝置」 等技術，能有效降低排氣中的氮氧化物和懸浮微粒。儘管車體重量較重，但變速箱的性能提升，確保與 KiHa 110型幾乎相同的驅動性能。
設計上0番台可與キハ110系併聯運行。因此，0番台的電氣連結器為上下兩段式設計，與同系車輛連結時，上下兩段都可連接；而與 KiHa 110型連結時，則只連接上段。列車資訊管理系統能夠偵測編組中是否有 KiHa 110型車，並切換操縱功能；0番台編組最大可有8輛車。
100番台 和 500番台 則不具備與 KiHa 110型併聯運轉的功能，電氣連結器為單段式
0番台的變速箱為 DW22型，液聯一段直聯四段，並有定速旋轉裝置。使用富士電機系統製造的三相交流發電機，由液力變速箱以1800rpm的恆定轉速驅動，輸出440V、60Hz、60kVA的三相交流電，用於驅動冷暖氣、散熱器風扇以及電動空氣壓縮機，並以直流電源裝置轉換為直流24V電力給使用直流電的設備。100番台和500番台的起動加速度和最高運行速度較低（0 - 60 km/h的平均加速度為0.71 km/h/s，但可切換為1.58 km/h/s），為了因應變速箱油溫升高，使用了散熱性能更佳的 DW22A型變速箱，可利用散熱器進行強制風冷。

## 外观
水郡線與久留里線的单辆编组（KiHa E130）侧面为红色，2辆编组（KiHa E131和KiHa E132联结）侧面则为蓝绿色。两种编组列车的车门和驾驶室端部都为黄色。
八戶線的E130側面車窗上下緣各有一條水藍色帶狀塗裝。

## 内部
车厢中部为1+2布局的横列座位，两端则为沿车厢侧面纵向布置的长椅。KiHa E130型和KiHa E131系设有采用通用设计的洗手间。
久留里线使用的KiHa E130系100番台仅设置纵向座椅，且不设洗手间。
为运营实施一人控制的服务班次，车厢内设有售票机。

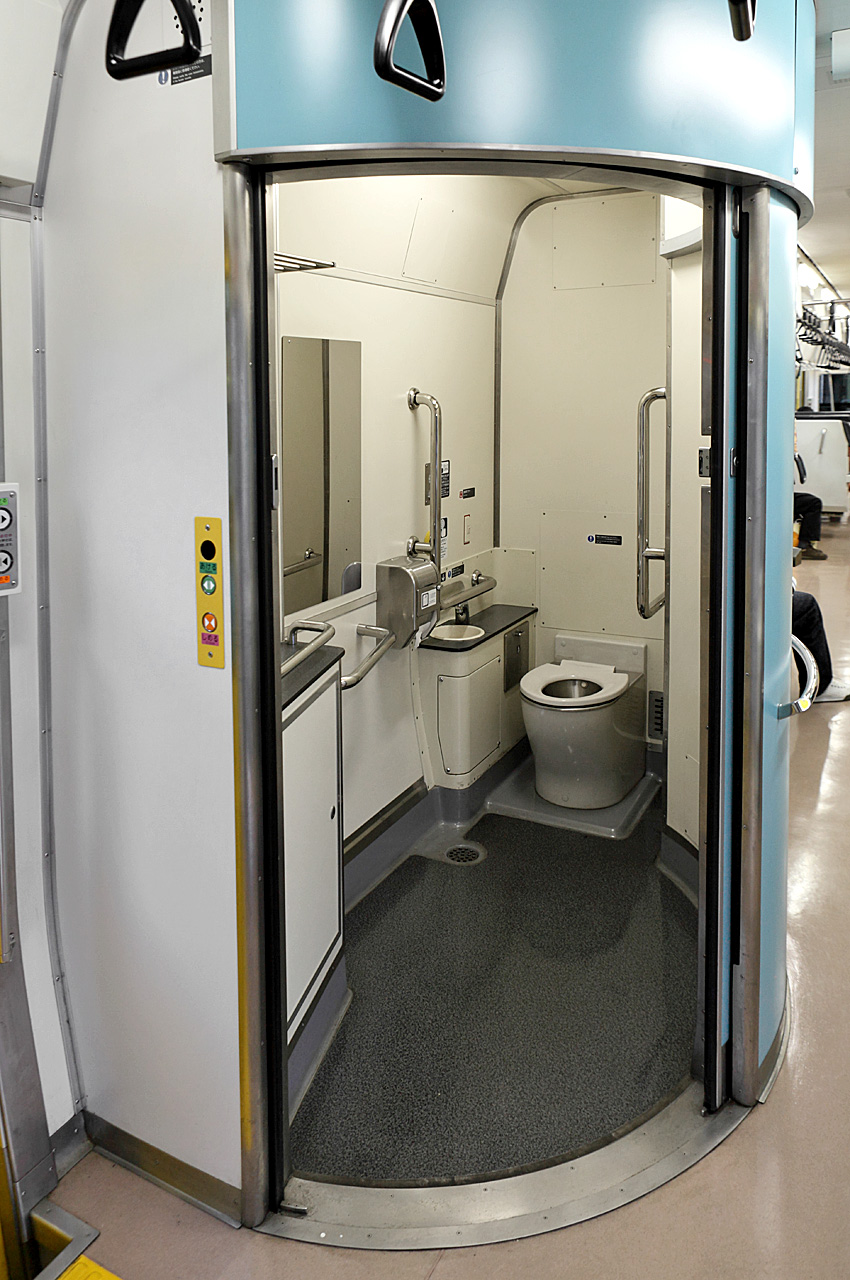
可供轮椅使用的洗手间，2010年4月
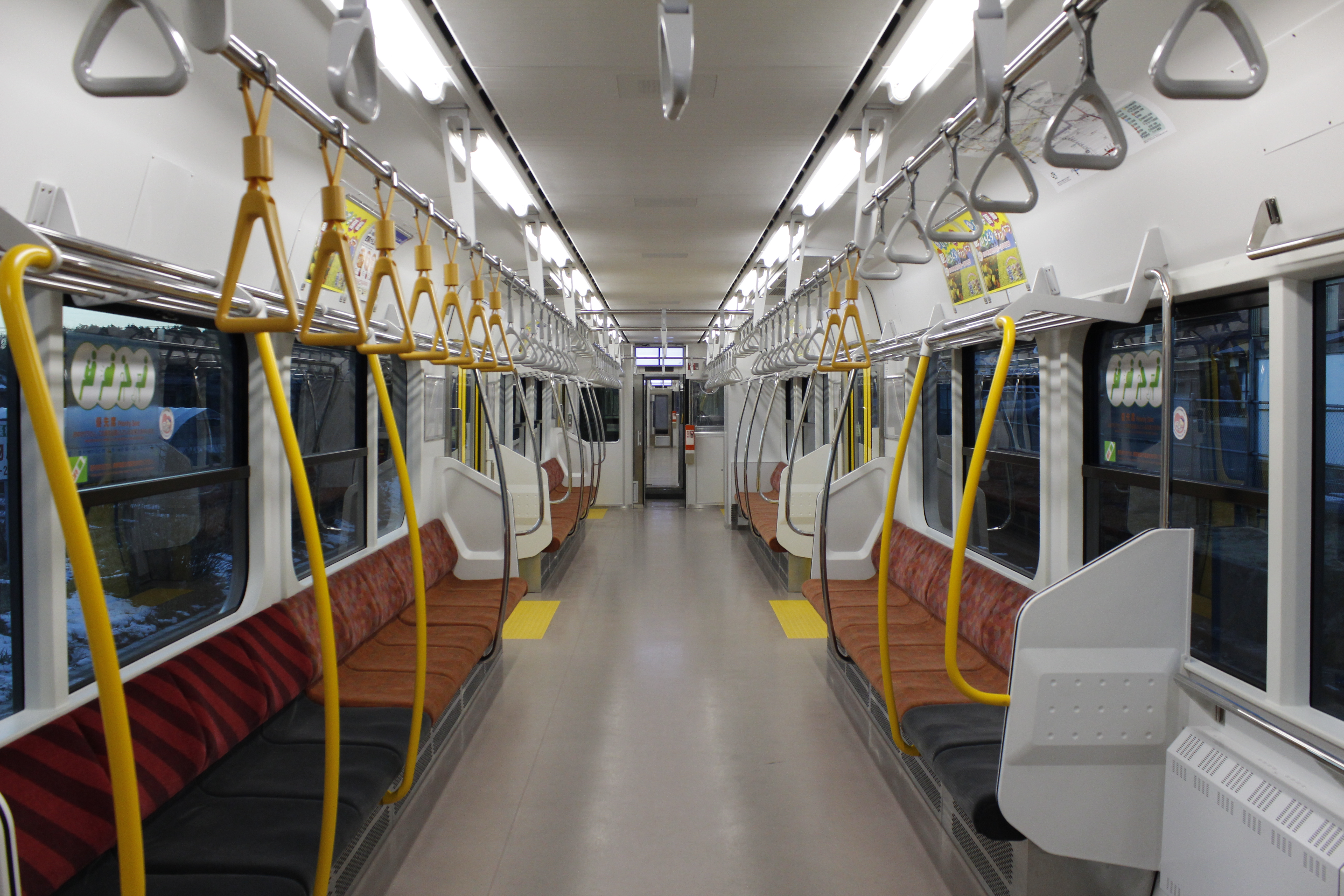
久留里线KiHa E130系100番台车辆内部，2013年1月
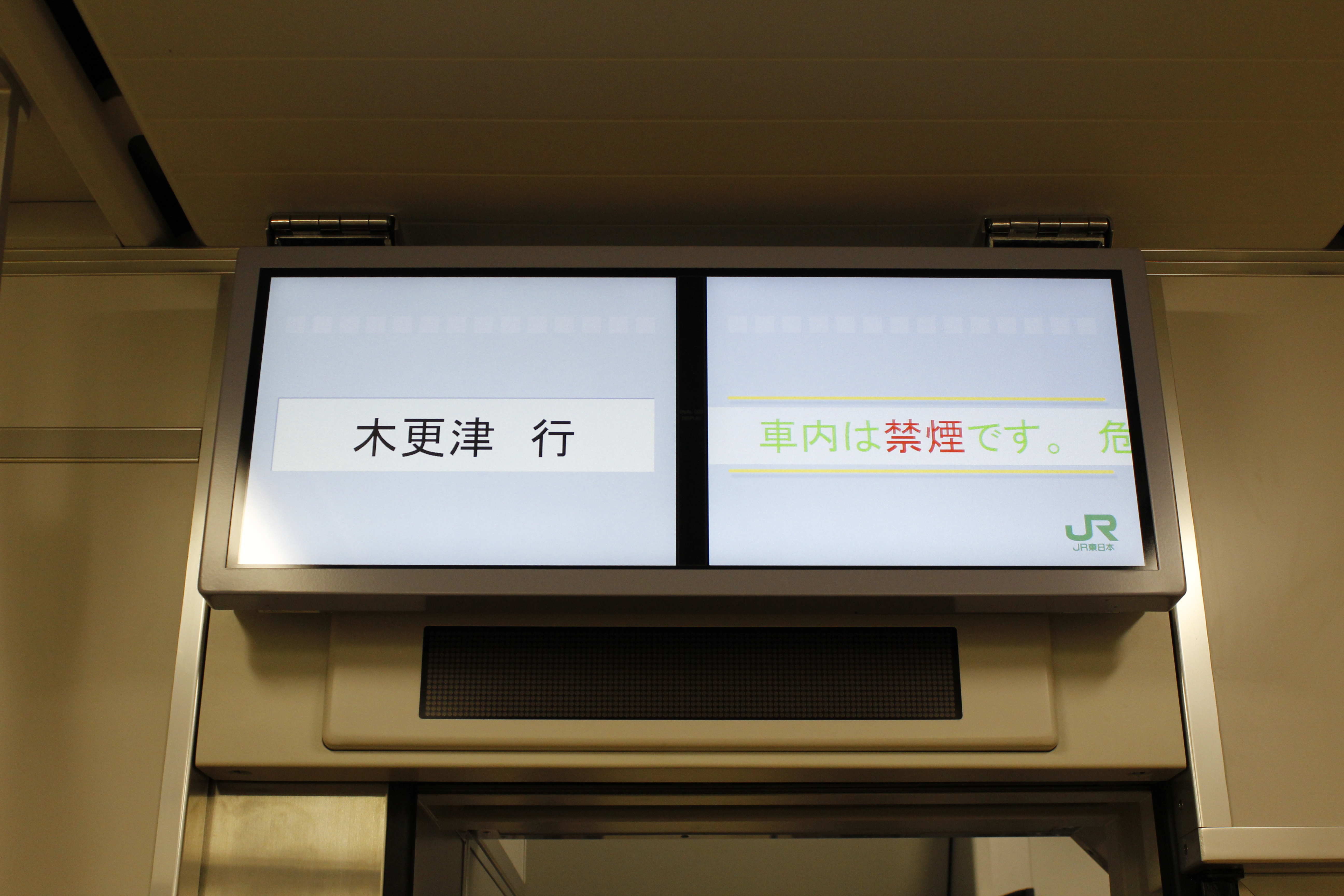
久留里线KiHa E130系100番台车辆内部的LCD乘客信息显示屏幕，2013年1月

## 编组形式

### KiHa E130系0番台 单辆编组
- KiHa E130型1–13

| 型号           | KiHa E130 |
| 重量（t）      | 38.7      |
| 定员 总计/坐席 | 113/34    |

所有KiHa E130系单辆编组车辆均设有洗手间。

### KiHa E130系0番台 2辆编组
- KiHa E131型1–13及KiHa E132型1–13

| 型号           | KiHa E131 | KiHa E132 |
| 重量（t）      | 36.7      | 35.9      |
| 定员 总计/坐席 | 125/40    | 131/48    |

KiHa E131型设有洗手间。

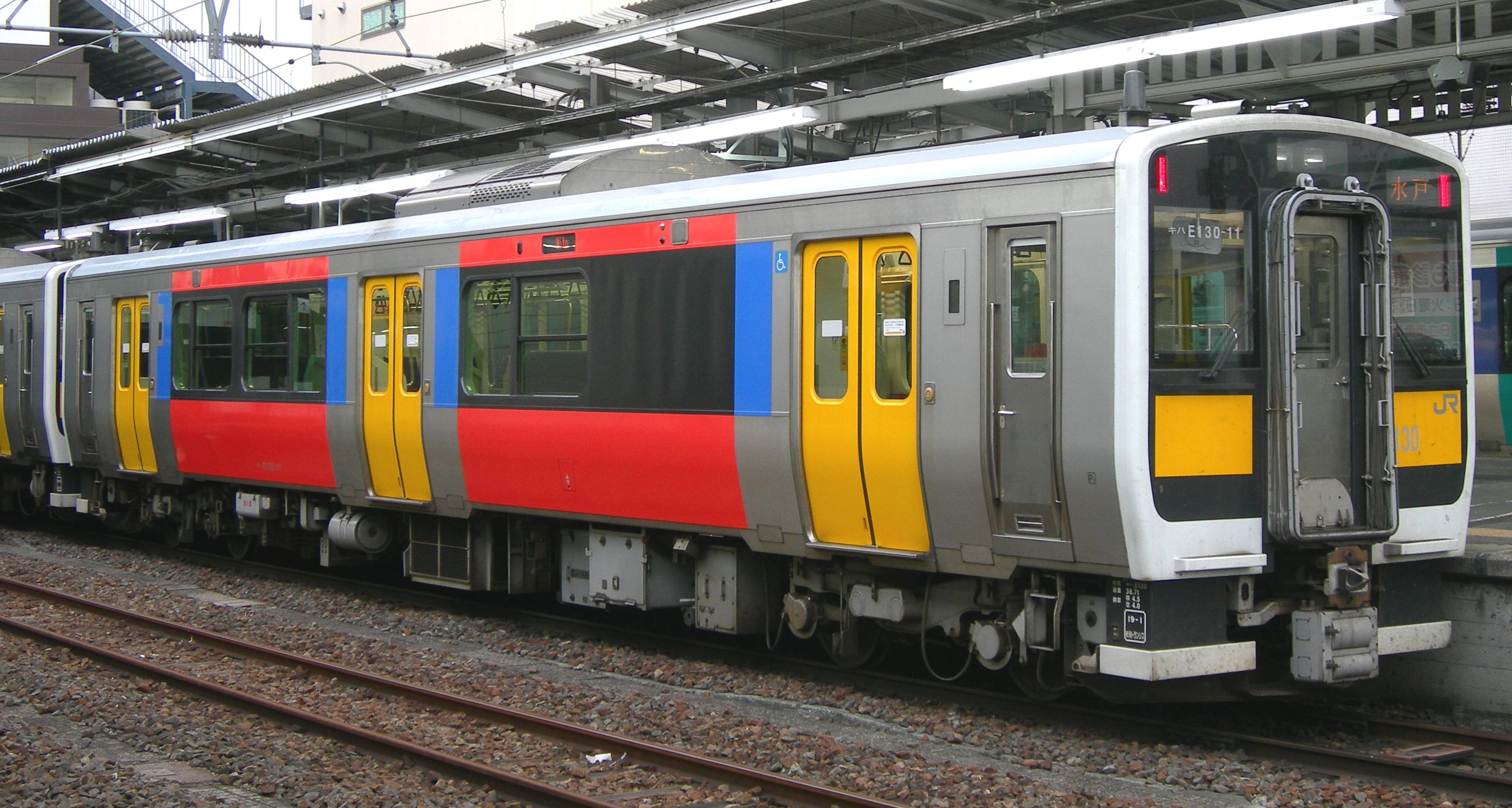
单辆编组KiHa E130-11在水户站，2010年8月
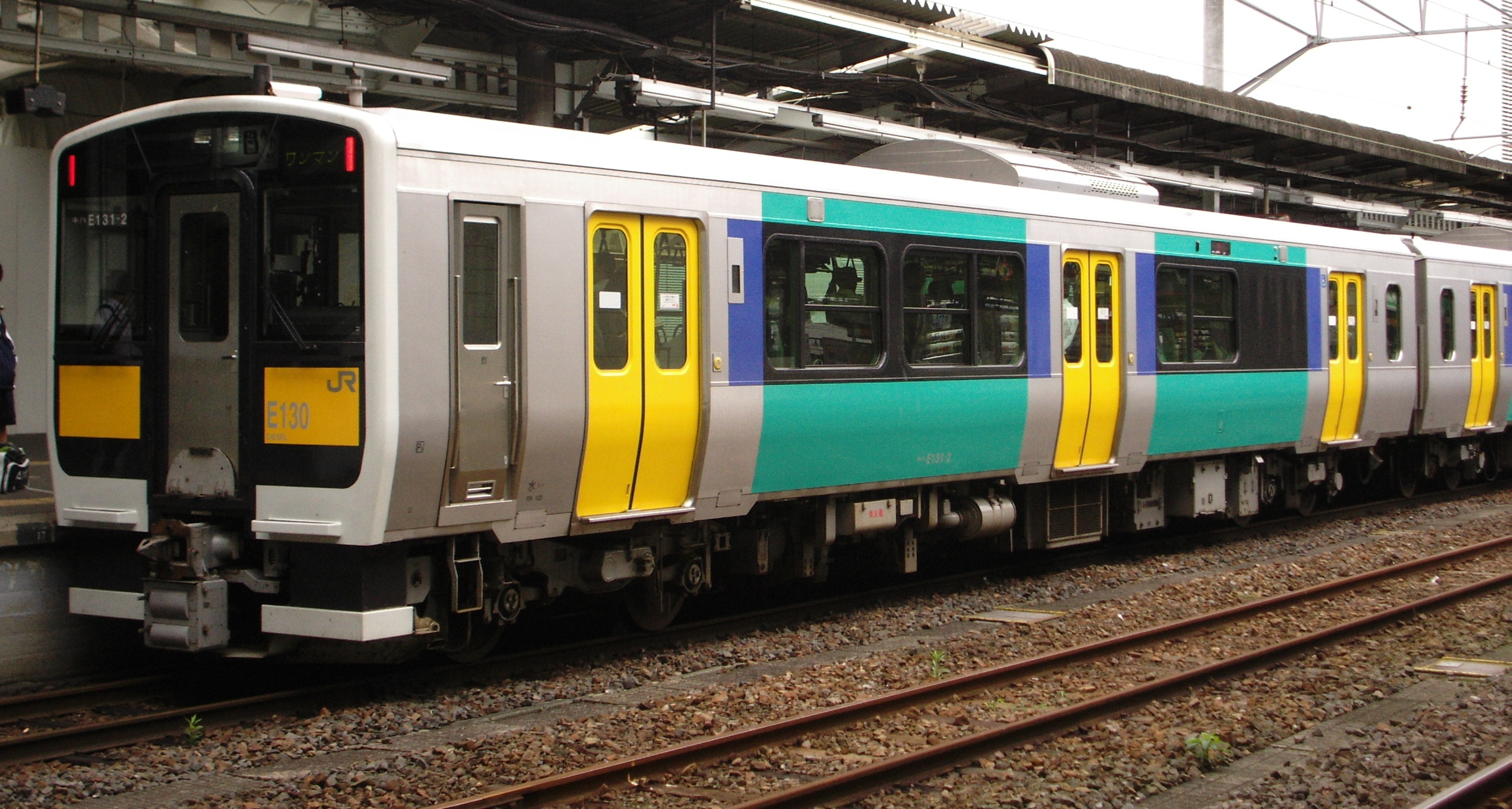
KiHa E131-2在水户站，2007年9月
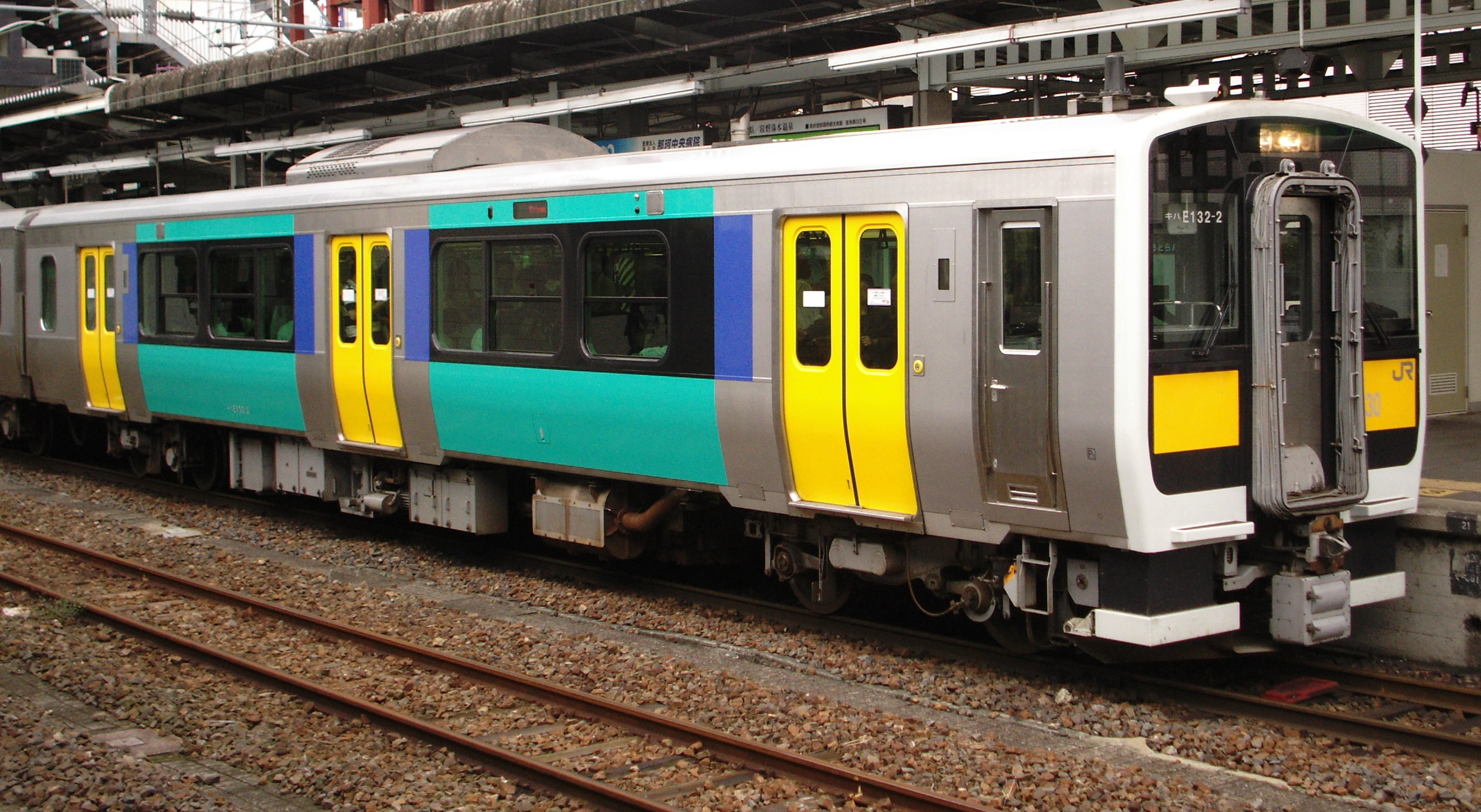
KiHa E132-2在水户站，2007年9月

## 运用情况
- KiHa E130型0番台：共13列1辆编组，自2007年1月起运用于水郡线；
- KiHa E131型+KiHa E132型：共13列2辆编组，自2007年1月起运用于水郡线；
- KiHa E130型100番台：共10列1辆编组，自2012年12月1日起运用于久留里线。
- KiHa E130型500番台：6列2輛編組及6列1輛編組，共18輛，自2017年12月2日起运用于八戶线。

### 水郡线
在水郡线运用的KiHa E130系列车，以水郡车辆中心（常陆大子）为基地，包括13列KiHa E130型1辆编组和13列KiHa E131/E132型联结而成的2辆编组，共计39辆；服务于茨城县水户站和福岛县郡山站之间。列车于2007年1月开始入役，在当年9月完全取代了此前运用于此线路的KiHa 100系柴油动车组。

### 久留里线
2012年12月1日，10辆KiHa E130系新车投入千叶县境内的久留里线服务，替代老化的KiHa 30、KiHa 37及KiHa 38柴油动车组。
久留里线的KiHa E130系100番台列车使用DT74A动力转向架和TR259A无动力转向架。

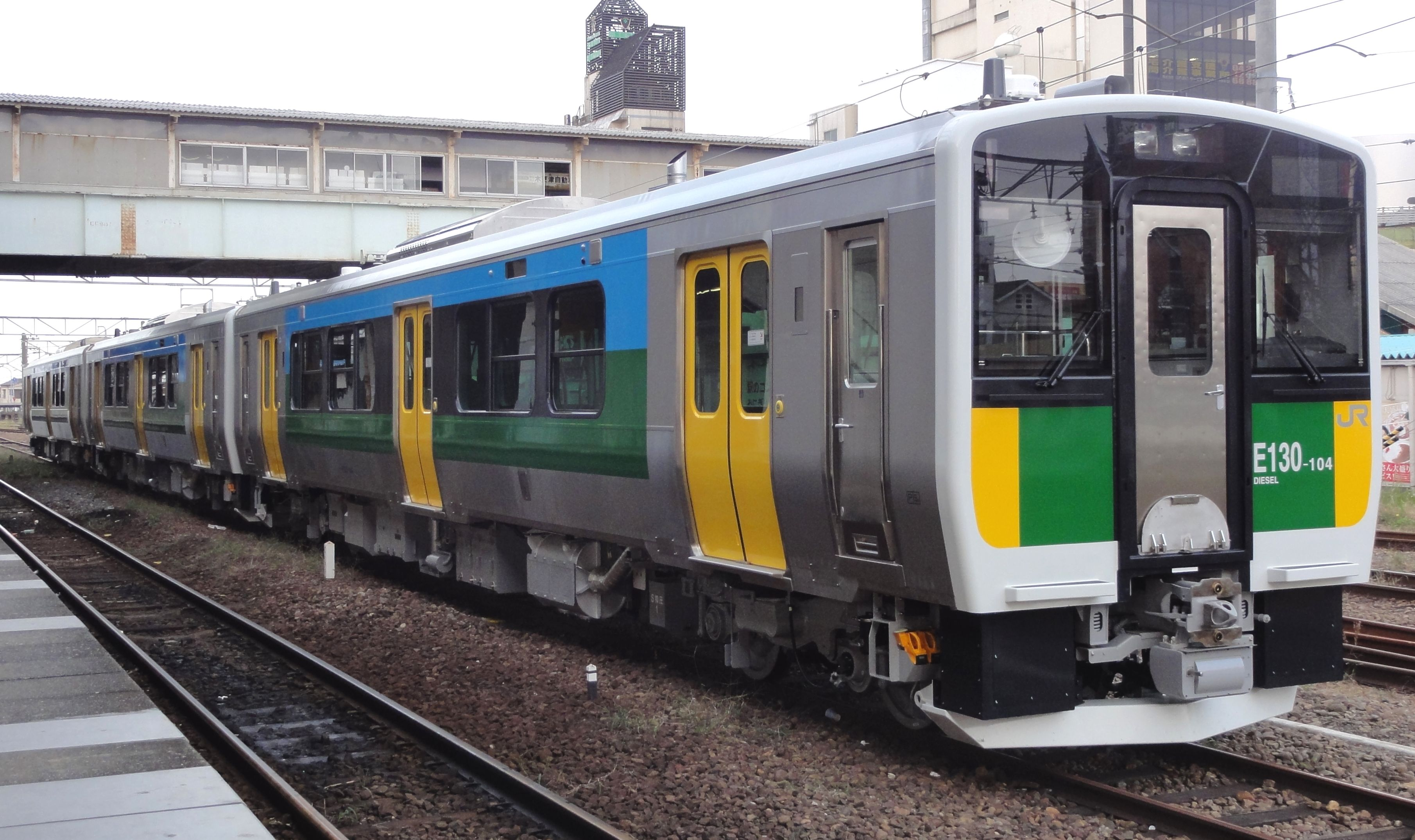
久留里线的KiHa E130系104号列车在木更津站，2012年10月

### 八戶线

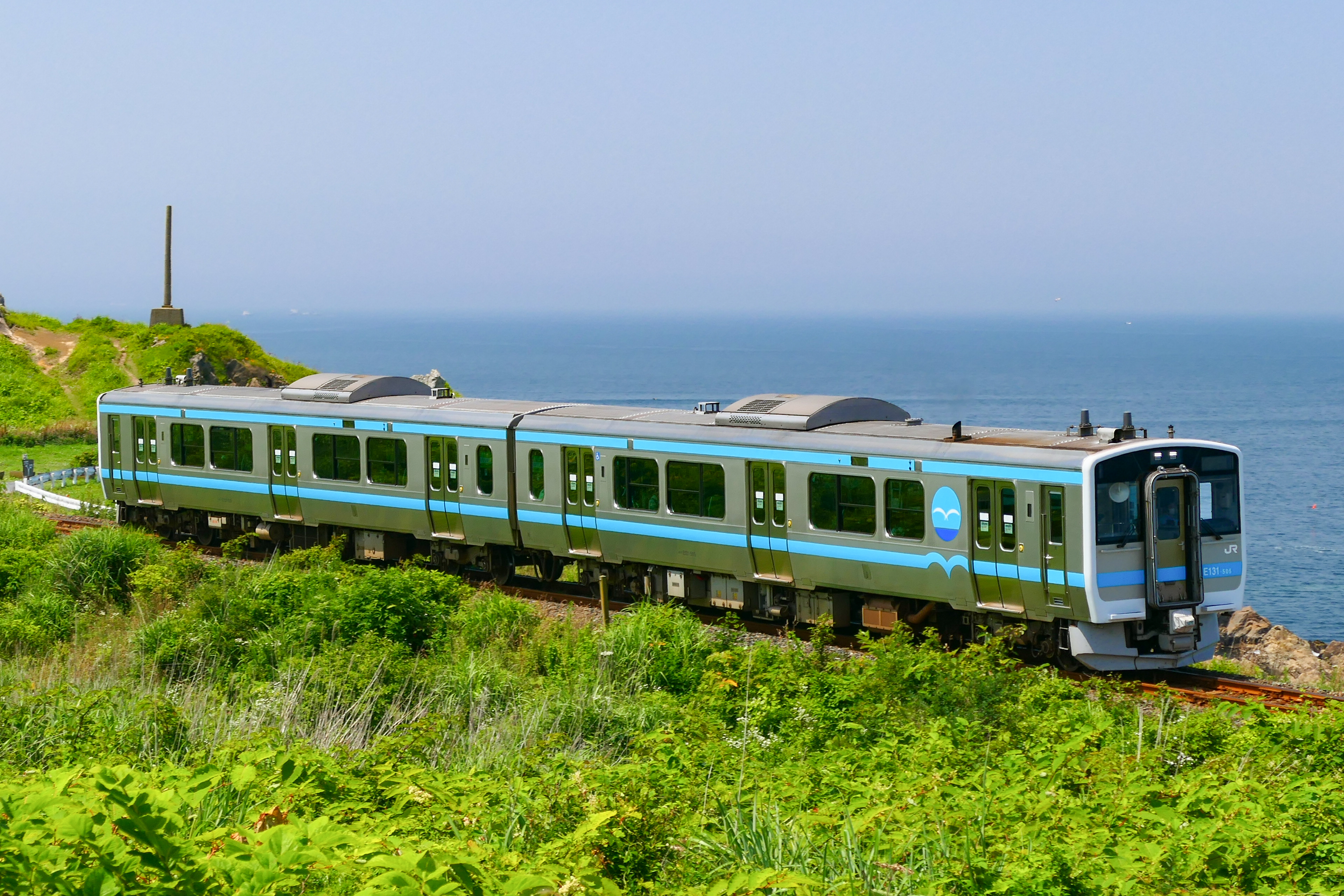
八戶線的KiHa E130系500番台

為替換在八戶線使用已久的KiHa 40系與48系柴聯車，JR東日本於2014年11月28日公告將向國內外廠商公開招標，取代以往直接委託特定廠商製造的方式，徵求承造新車的合約，這是JR東日本首次試辦的新造車輛公開招標。最後決定採用已在久留里線與水郡線使用的KiHa E130系，做為八戶線的新車，這次的新造車輛為KiHa E130系500番台。
2017年8月，新車陸續完工出廠，進行試車後於同年11月9日邀請沿線自治體相關人士試乘，並於同年12月2日正式投入營運，陸續於2018年3月前取代舊型車輛。與舊型車輛相比，KiHa E130系500番台全部具有冷氣空調，可增進炎熱夏季時的乘坐舒適度。另外車內播音新增英語，以便利外國旅客。

## 腳註
1. ↑  水郡線的車輛交換過渡期時併聯運轉。